# Jan Neuman

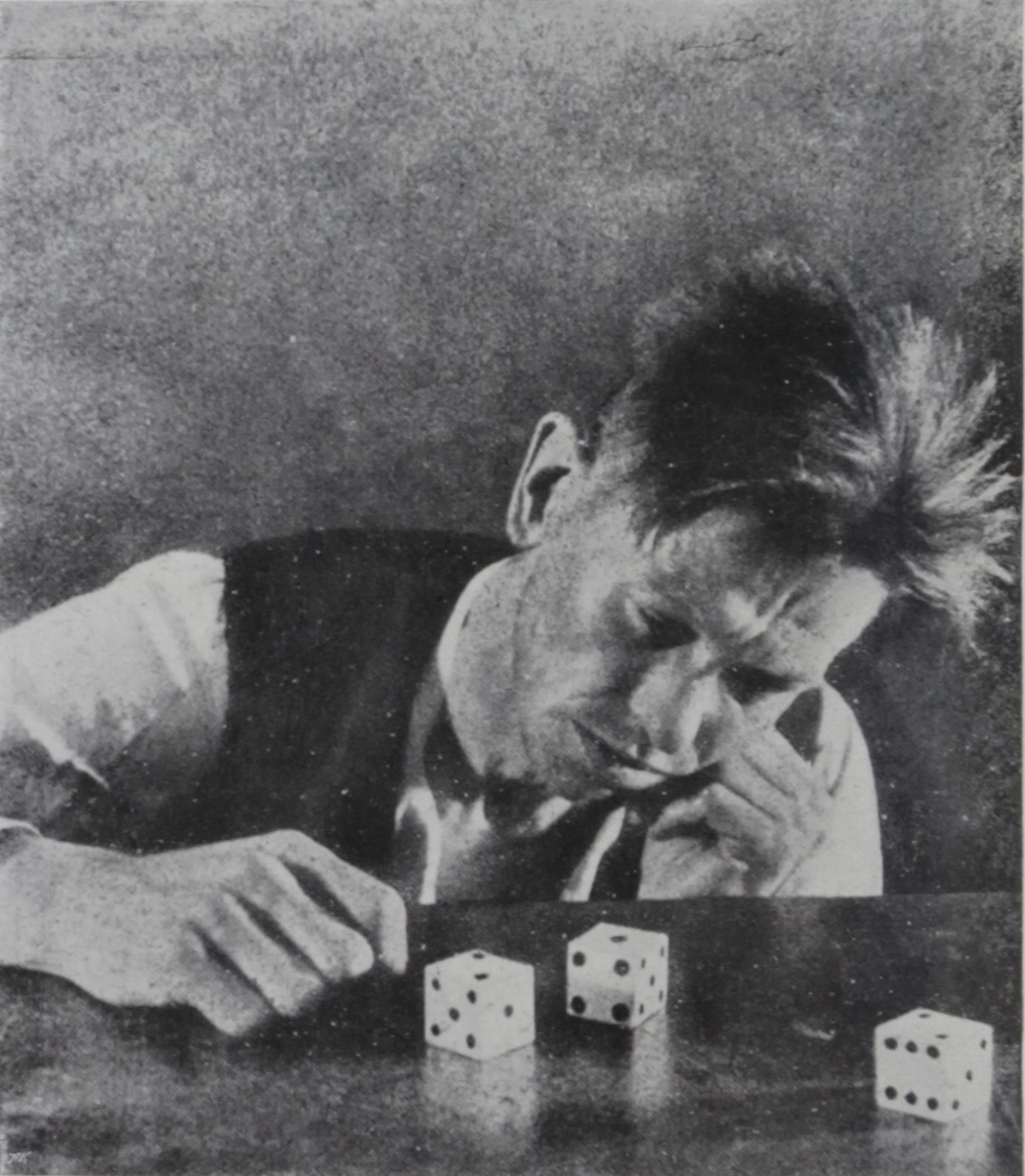
Ảnh: Jan Neuman

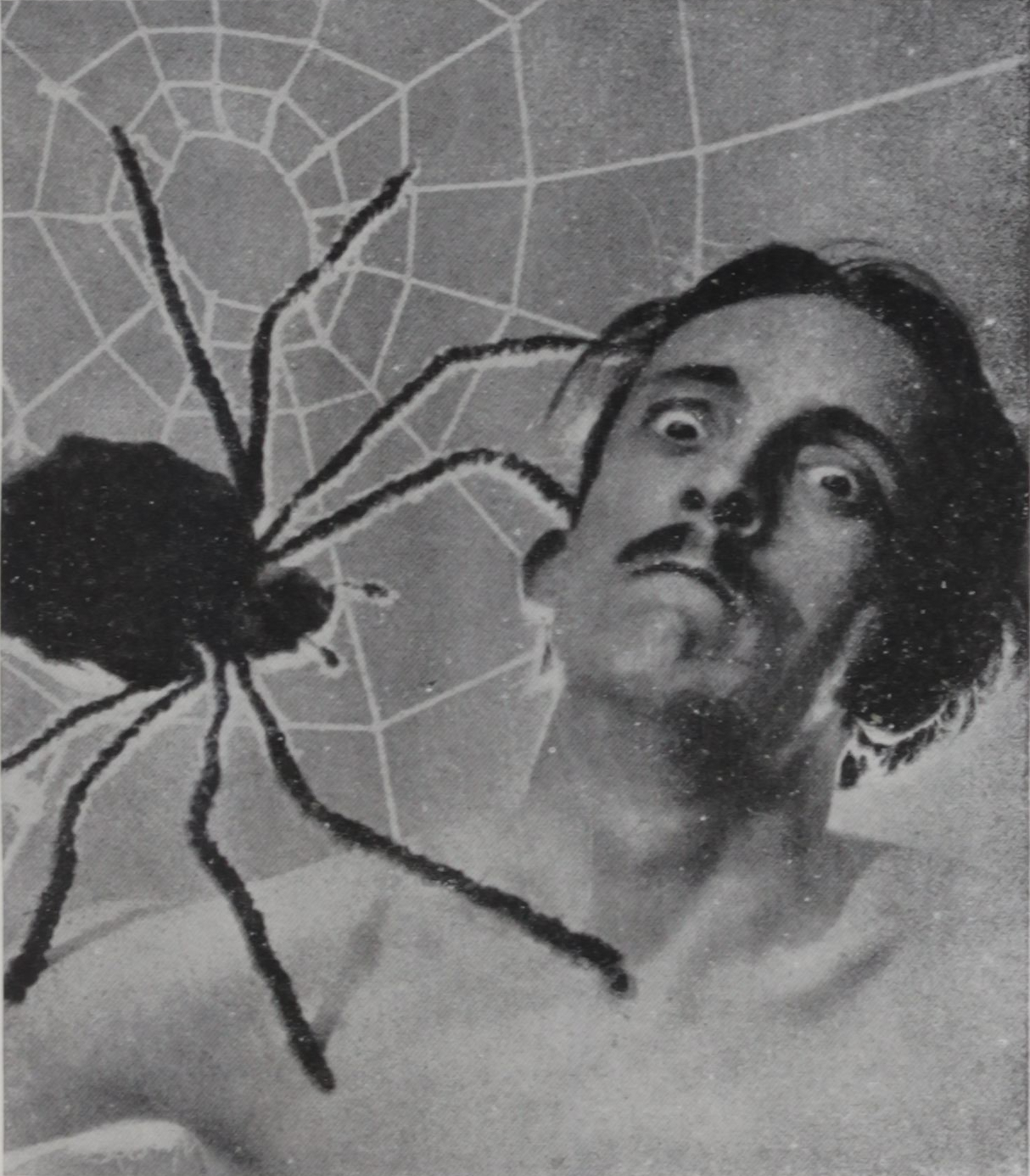
Ảnh: Jan Neuman

Jan Alojzy Neuman (sinh ngày 9 tháng 8 năm 1902 tại Lviv, mất ngày 27 tháng 6 năm 1941 tại Lviv)  là nghệ sĩ, nhiếp ảnh gia, nhà báo người Ba Lan.  Ông là thành viên của Câu lạc bộ ảnh Ba Lan,  Thành viên của Câu lạc bộ ảnh Warszawa, thành viên Hội nhiếp ảnh Ba Lan. Ông còn là Tổng thư ký Ủy ban Ba Lan về Đại hội Nhiếp ảnh Khoa học và Ứng dụng Quốc tế. Thành viên của bộ phận nhiếp ảnh của Ủy ban Tiêu chuẩn hóa.

## Tiểu sử
Jan Alojzy Neuman là sinh viên Đại học Bách khoa Lviv. Ông làm việc tại Lviv (từ năm 1934 ở Warszawa).  Với tư cách là một nghệ sĩ, nhiếp ảnh gia đã giới thiệu các tác phẩm của mình lần đầu tiên vào năm 1927 - tại Viện Nhiếp ảnh Nghệ thuật Quốc tế số 1 ở Warsaw . Ông có chuyên môn chụp ảnh khỏa thân, tư liệu, phong cảnh, tham quan, chân dung, thực hiện kỹ thuật cao như dùng bromoly, cao su nhiều lớp, màu chảy, isohelia . Ông là tiền thân của ngành nhiếp ảnh màu ở Ba Lan, trước Thế chiến thứ hai.
Từ năm 1927 đến năm 1931, ông làm việc tại Học viện Nhiếp ảnh Bách khoa Lviv. Nơi đây ông là trợ lý của Henryk Mikolasch. Năm 1934, ông định cư tại Warszawa, từ năm 1935, ông bắt đầu làm giảng viên tại
Trường nhiếp ảnh giáo dục thành phố tại Warszawa.   Ông là người đồng sáng lập và là tổng biên tập của báo nhiếp ảnh Leica w Polsce - xuất bản năm 1936-1939  . Ông là thành viên của ủy ban biên tập của tờ báo số tháng - Przegląd Fotograficzny.
Ông là thành viên câu lạc bộ ảnh Ba Lan, được thành lập vào năm 1931 với tiền thân là Hội những người yêu nhiếp ảnh Ba Lan tại Warszawa . Ông là một thành viên thực sự và là một thành viên của Hội nhiếp ảnh Lviv.. Năm 1931, ông được mời và được kết nạp, trở thành thành viên chính thức của Hội nhiếp ảnh Ba Lan. Trong những năm 1938-1939 ông là thành viên của Câu lạc bộ Ảnh Warsaw .
Bức ảnh của Jan Neuman được trong các bộ sưu tập của Bảo tàng Quốc gia tại Wrocław và Bảo tàng Nghệ thuật tại Łódź.

## Ấn phẩm
- Niên giám công nghệ và công nghiệp Ảnh (1934)

## Gia đình
Jan Alojzy Neuman là chồng của nghệ sĩ Krystyna Neumanowa nhũ danh Chróścicka, sau này (1947) đổi tên thành Krystyna Gorazdowska .